# The Budos Band
The Budos Band est un groupe instrumental américain hébergé par le label Daptone Records, qui mêle les influences de l'éthio-jazz, deep funk, jazz américain ; il s'auto-définit comme jouant de l'afro-soul. Il compte neuf membres et accueille parfois des invités. Il enregistre au studio du label, Daptone's House of Soul, à Brooklyn, New York.

## Discographie

### Albums studio
| Titre              | Label           | Référence | Année | Formats                                       |
| ------------------ | --------------- | --------- | ----- | --------------------------------------------- |
| The Budos Band     | Daptone Records | DAP-005   | 2005  | CD, LP, iTunes                                |
| The Budos Band II  | Daptone Records | DAP-011   | 2007  | CD, LP, iTunes                                |
| The Budos Band EP  | Daptone Records | DAP-1202  | 2009  | CD, LP (w/digital download coupon)            |
| The Budos Band III | Daptone Records | DAP-020   | 2010  | CD, LP (w/digital download coupon), MP3, FLAC |
| Burnt Offering     | Daptone Records | DAP-034   | 2014  | CD, LP (w/digital download coupon), MP3, FLAC |

### Singles
| Titre                                                                      | Label             | Référence                                | Format |
| -------------------------------------------------------------------------- | ----------------- | ---------------------------------------- | ------ |
| The Budos Band - Up From the South b/w T.I.B.W.F.                          | Daptone Records   | DAP-1023-A                               | 7"     |
| The Budos Band - The Proposition b/w Ghost Walk                            | Daptone Records   | DAP-1027-A                               | 7"     |
| The Poets of Rhythm/The Budos Band - More Mess on My Thing b/w Budos Theme | Freestyle Records | FSR7024                                  | 7"     |
| The Budos Band/Sharon Jones & the Dap-Kings - Day Tripper b/w Money        | Daptone Records   | DAP-1050 (Record Store Day 2010 release) | 7"     |
| The Budos Band - Kakal b/w Hidden Hand                                     | Daptone Records   | DAP-1051-P-A (édition limitée à 800 ex.) | 7"     |
| The Budos Band - Burnt Offering b/w Seizure                                | Daptone Records   | DAP-1085-A (édition limitée à 100 ex.)   | 7"     |
| The Budos Band - Magus Mountain b/w Vertigo                                | Daptone Records   | DAP-1088-A (édition limitée à 100 ex.)   | 7"     |

### Autres apparitions
- The Chicago Falcon (Remix) fait partie du quatrième album de remixes de Wale The Mixtape about Nothing (en), 2008 ;
- Origin of Man, Up From The South, T.I.B.W.F. et Hidden Hand font partie de la B.O. du film New York, I Love You, 2009 ;
- The Volcano Song fait partie de la B.O. du film-documentaire I Know it was You (en): Rediscovering John Cazale, 2009 ;
- Mas o Menos, Ride or Die and Scorpion sont joués par la radio fictive « Daptone Radio » du jeu Sleeping Dogs (United Front Games et Square Enix), 2012 ;
- Up From the South est l'illustration sonore d'une publicité pour NFL Network, 2013 ;
- The Sticks est en fond musical du trailer de Dark Below DLC., 2014 ;
- T.I.B.W.F. est l'illustration sonore d'une série de publicités de la marque 1800 Tequila (en) ;
- T.I.B.W.F. fait partie de la B.O. du sixième épisode de This American Life ;
- Budos Rising et The Proposition font partie de la B.O. des jeux PlayStation MLB 09: The Show et MLB 10: The Show (en) ;
- King Charles fait partie de la B.O. de Manic Monday, épisode 37, saison 3, de la série Entourage (chaîne HBO).

## Membres
- Jared Tankel – saxophone baryton
- Thomas Brenneck – guitare électrique
- John Carbonella Jr. – congas, batterie
- Mike Deller – orgue
- Daniel Foder – guitare basse
- Andrew Greene – trompette
- Rob Lombardo – bongos, congas
- Brian Profilio – batterie
- Dame Rodriguez – percussions

Sur le premier album, The Budos Band, les invités sont :
- Duke Amayo – congas
- Johnny Griggs – cabasa
- Bosco Mann – guitare rythmique, cencerro, congas
- Neal Sugarman – saxophone ténor, tambourin, flûte